# 하다르
하다르(Hadar) 또는 센타우루스자리 베타(β Cen)는 남반구 하늘 센타우루스자리 방향에 있는 삼중성계이다. 이 계의 전체 겉보기 밝기는 +0.61로 센타우루스자리에서 두 번째이며 밤하늘에서 매우 밝은 항성의 반열에 들어간다. 히파르코스의 측성학적 시차 자료에 따르면 하다르 계까지의 거리는 약 390 광년(약 120 파섹)이다.
하다르는 센타우루스자리 알파별과 함께 남십자자리를 찾는 데 사용된다. 알파별에서 시작하여 하다르를 잇는 가상의 선을 긋고 그 선을 그대로 연장하면, 연장선은 수 도 거리에 조금 못 미치는 곳에서 남십자자리의 북쪽 끝 항성인 가크룩스와 만난다. 항해사는 이렇게 찾은 가크룩스와 남십자자리 남쪽 끝 별 아크룩스를 연결한 뒤, 그 선을 연장하여 천구의 남극을 효과적으로 찾을 수 있다.

## 이름
센타우루스자리 베타는 바이어 명명법에 따른 항성계의 이름이다. 전통적으로 불려온 이름은 하다르 또는 아게나로, 하다르는 아랍어 حضار (어근 의미는 '보이는', '땅 위에', '안정되고 문명화된 지역')에서, 아게나는 라틴어로 '무릎들'을 뜻하는 genua (별의 위치가 별자리에서 켄타우로스의 무릎 부분임.)에서 유래한 것으로 보인다. 2016년 국제천문연맹이 조직한 항성명칭 워킹 그룹(WGSN)은 동년 8월 21일 센타우루스자리 베타 항성계의 공식 고유 명칭을 하다르(Hadar)로 지정했으며 IAU 항성명칭 카탈로그에 수록했다.
중화권에서 사용하는 명칭은 馬腹一(마복일, 말의 복부에서 첫 번째)이다.
호주 빅토리아 주 북서부의 원주민 부롱족은 하다르를 센타우루스자리 알파별과 묶어서 '베름베름글'이라 부르는데, 이는 용감하고 파괴적인 형제의 이름으로 이들은 에뮤 '칭갈'(석탄자루 성운)을 창으로 찔러 죽인다. 왓조발루크족이 이 형제를 부르는 명칭은 '브람-브람-불트'이다.

## 항성계
하다르 계는 하다르 Aa, Ab, B 세 항성으로 이루어져 있다. 감지된 분광선들은 선의 윤곽들만 차이가 있을 뿐 모두 B1형 항성과 일치하므로 세 항성 모두 분광형이 같은 것으로 보인다.
1935년 네덜란드 천문학자 요안 파우터(nl:Joan Voûte)는 하다르 B를 발견하고 식별자 VOU 31을 붙였다. 발견 당시 B는 주성(主星)으로부터 1.3초각 떨어져 있었으며 이후 방위각에는 6도만큼 변화가 있었으나, 구성원 간의 각거리는 B를 발견한 이후 지금까지 바뀌지 않았다. 하다르 B는 겉보기 등급이 +4인 B1형 왜성이다.
1967년 하다르의 시선속도에 주기적인 편차가 생기는 것으로부터 하다르 A가 이중선 분광 쌍성일 것이라는 주장이 제기되었다. 이 주장은 1999년 검증되었다. 주성은 하다르 Aa와 Ab 둘로 구성되며 이들은 질량이 비슷하며 서로의 질량 중심을 357일마다 1회 돌고 있다. 둘의 공전 궤도 이심률은 커서 약 0.8245이다.
2005년 연구에 따르면 항성계까지의 거리를 161 파섹으로 가정할 경우 Aa와 Ab는 평균 약 4 천문단위 떨어져 있는 것으로 계산된다.
Aa와 Ab는 분광형 B1 III을 뚜렷하게 보여주는데 분광형의 광도분류 III은 주계열에서 이탈하여 거성으로 진화한 상태라는 뜻이다. 두 구성원 모두 세페우스자리 베타형 변광성으로 몇 시간에 불과한 길이의 여러 맥동 주기들이 다양하게 관측된다. 밝기 변화의 전체 폭은 확실하게 분석되지 않았으나 수백 분의 일 등급을 넘지는 않는다.
Aa의 질량은 태양의 12.02 ± 0.13 배, Ab는 10.58 ± 0.18 배이다. 하다르를 단독성으로 가정하여 계산한 별의 반지름은 태양의 8.6 배, 광도는 태양의 41,700 배이다.

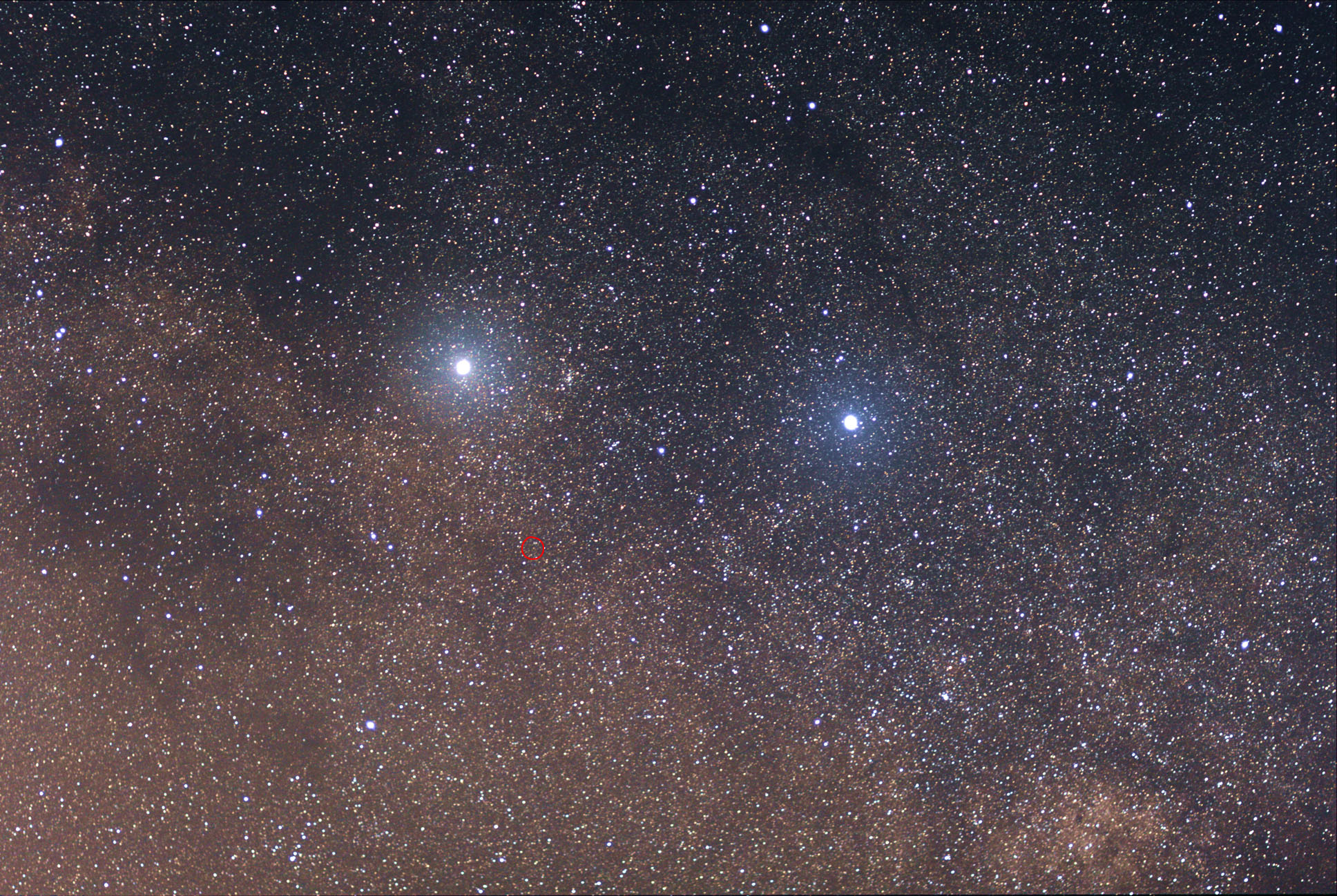
하다르(오른쪽)와 센타우루스자리 알파(왼쪽). 2012년 촬영.
DSS가 촬영한 하다르.